# ذخيرة ذرية خاصة بالتدمير

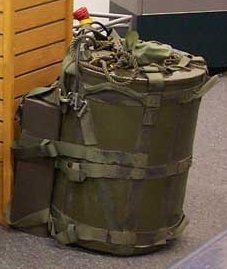
حاوية تحمل القنبلة النووية مارك 54

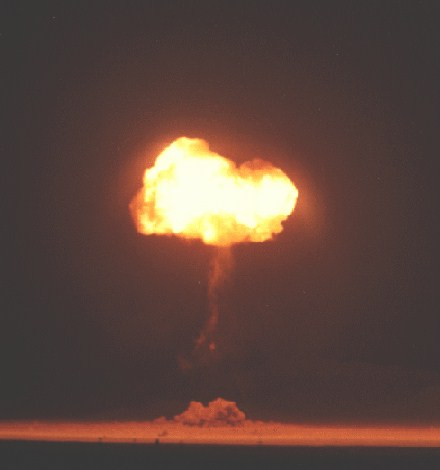
اختبار الرأس النووي دبليو 54 في عام 1958

ذخيرة ذرية خاصة بالتدمير هي ذخيرة من الأسلحة النووية المحمولة من قبل الجيش الأمريكي في الستينيات ولكنها لم تستخدم في القتال. خطط الجيش الأمريكي لاستخدام الأسلحة في أوروبا في حال حدوث غزو السوفييت. فريق الضوء الأخضر التابع للجيش الأمريكي أو الفريق المتخصص في الذخائر الذرّية استخدم السلاح لتدمير الطرق الإشعاعية الرئيسية ونفيها من خلال مناطق محدودة مثل فولدا جاب. تم تدريب القوات على هبوط المظلات في أوروبا الغربية على تدمير محطات الكهرباء والجسور والسدود.

## الأهداف الساحلية
كان من المفترض أيضا استخدام الذخيرة ضد أهداف تقع على المواقع الساحلية والمناطق الساحلية حيث يقوم شخص واحد يحمل حزمة ووضع الذخيرة في ميناء أو موقع استراتيجي آخر يمكن الوصول إليه من البحر.

## القنابل النووية خفيفة الوزن
في الخمسينات والستينات طورت الولايات المتحدة عدة أنواع مختلفة من الأجهزة النووية خفيفة الوزن وكان أصغر هذه الأسلحة هو الرأس الحربي دبليو 54 الذي يبلغ قطره 10.75 بوصة (273 مم) وكان طوله 15.7 بوصة (400 مم) ووزنه حوالي 51 رطل (23 كجم). تم تشغيله بواسطة جهاز توقيت ميكانيكي وكان له ما يعادل مادة تي إن تي بين 10 طن و 1 كيلوطن. تم استخدام الجهاز النووي دبليو 54 أيضا في نظام ديفي كروكيت للأسلحة.

## مدرسة الذخائر الذرية للتدمير
تقع مدرسة الذخائر الذرية في مركز المهندسين بالجيش الأمريكي في فورنت وفرجينيا وتم إغلاقها في عام 1985.